# Agnès Le Brun
Agnès Le Brun, née le 28 décembre 1961 à Chaumont-en-Vexin (Oise), est une femme politique française. Elle est notamment maire de Morlaix de 2008 à 2020 et députée au Parlement européen de 2011 à 2014.

## Biographie

### Origines et études
Née de parents bretons, elle grandit en milieu rural dans le Centre-Ouest Bretagne. Élève au lycée Tristan-Corbière de Morlaix, elle continue ses études en lettres classiques à l'université Rennes-II où elle obtient une maîtrise puis le CAPES ; elle enseigne pendant 23 ans en collège, lycée et IUFM. Elle est par ailleurs titulaire du concours de chef d'établissement du second degré.

### Parcours politique

#### Mandats municipaux
Agnès Le Brun est candidate pour la première fois lors des élections municipales de 2001 à Morlaix. Après un mandat passé dans l’opposition municipale, elle est élue en 2008, maire de Morlaix et conseillère générale du canton de Morlaix, succédant ainsi dans ces deux fonctions au socialiste Michel Le Goff. Elle est réélue maire de Morlaix en 2014, pour un mandat jusqu'en 2020.
Le 28 juin 2020, Agnès Le Brun échoue à se faire réélire pour un troisième mandat consécutif à la tête de la ville, avec un écart de 479 voix d'avec Jean-Paul Vermot, le candidat de la gauche (PS, Génération.s, PCF), élu maire pour la première fois (auparavant leader de l'opposition). Bien qu'absente des premiers conseils municipaux, elle choisit de ne pas démissionner et de prendre la tête des élus de l'opposition. Elle reste une élue communautaire de Morlaix Communauté. Le 16 décembre 2021, elle démissionne de son mandat.

#### Mandat européen
Agnès Le Brun se présente en quatrième position sur la liste de l'UMP dans la circonscription Ouest aux élections européennes de 2009. Entrée au Parlement européen en 2011, à la suite du départ de Christophe Béchu, elle travaille alors en particulier sur les sujets liés à l'agriculture, à l'élevage et à l'agroalimentaire, comme membre titulaire de la commission de l'agriculture et du développement rural.

#### Mandat législatif
Agnès Le Brun est candidate UMP aux élections législatives de 2012 dans la quatrième circonscription du Finistère, face à la socialiste Marylise Lebranchu.

#### Engagements nationaux
En novembre 2011, elle est élue au bureau exécutif de l'Association des maires de France (AMF), dont elle est vice-présidente. Après avoir été rapporteur de la commission Europe de l'AMF entre 2012 et 2014, elle est rapporteur de la commission éducation depuis 2014.
Le 31 août 2016, elle est nommée oratrice nationale sur l'éducation dans l'équipe de campagne de Nicolas Sarkozy, candidat à la primaire de la droite et du centre.
Le 2 mars 2017, dans le cadre de l'affaire Fillon, elle renonce à soutenir le candidat LR François Fillon à l'élection présidentielle. Le 6 mars 2019, elle quitte LR.
Si Agnès Le Brun n'est plus maire de la ville en juillet 2020, elle continue de remplir ses fonctions de vice-présidente et de porte-parole de l'AMF, et ce jusqu'en novembre 2021 (comme le prévoient les statuts de l'association) ; toutefois, elle choisit de démissionner, selon ses volontés, du poste de présidente de la commission des affaires éducatives. De fait, elle continue à intervenir au poste de porte-parole de l'AMF dans l'actualité politique nationale.
En janvier 2021, elle rejoint le ministère de l'Éducation nationale en tant que chargée des relations avec les collectivités, en lien avec le cabinet du ministre Jean-Michel Blanquer. Enseignante rattachée à l'académie de Rennes, elle est ainsi déchargée à 100 % de ses obligations envers l'académie pour satisfaire ses nouvelles obligations.

## Détail des fonctions et des mandats

### Fonction politique
- Secrétaire départementale de la fédération Les Républicains du Finistère

### Mandats locaux
- mars 2008 - juillet 2020 : maire de Morlaix
- mars 2008 - décembre 2010 : conseillère générale du canton de Morlaix
- Depuis décembre 2015 : conseillère régionale de Bretagne
- Depuis juillet 2020 : conseillère municipale d'opposition de Morlaix

### Mandat parlementaire
- 1er janvier 2011 -  30 juin 2014 : députée européenne de la circonscription Ouest

### Autres fonctions
- Vice-présidente de la Communauté d'agglomération de Morlaix chargée de l'enseignement supérieur
- Vice-présidente de l'Association des maires de France, membre du bureau exécutif et porte-parole, rapporteur de la commission Éducation, membre du groupe de travail Laïcité.
- Vice-présidente de l'Association des maires du Finistère
- Membre du cabinet ministériel de l'Éducation nationale, chargée des relations avec les collectivités